# Château de Touffou
Le château de Touffou est un château français situé au bord de la Vienne, sur la commune de Bonnes, dans le département de la Vienne. Il a été classé monument historique en 1923 et 1994, inscrit en 1992.

## Histoire

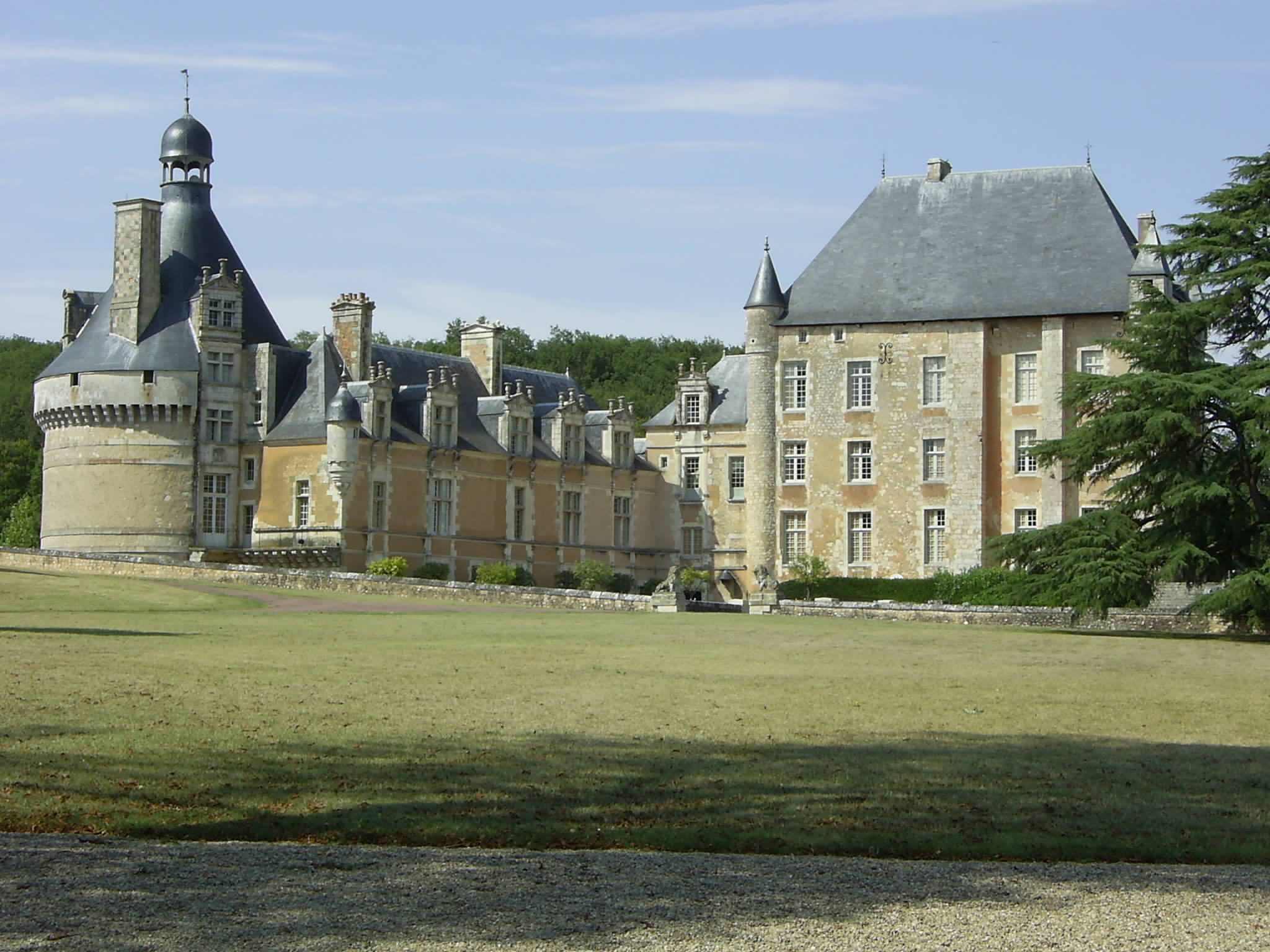
Château de Touffou.

Le château occupe une position dominante sur une terrasse de la rive gauche de la Vienne.
Touffou apparait pour la première fois dans un acte de 1127 sous le nom de "Tolfol" . Le premier donjon roman date du XIIe siècle, édifié par la famille Oger.
Le donjon résidence est agrandi au XVe siècle en même temps que l'édification des tours rondes. Le plan en quadrilatère défensif est encore celui que le visiteur pourra contempler.
- Le logis et les aménagements de style Renaissance du château sont dus à Jean III Chasteigner de la Roche-Posay, chambellan de François Ier, ainsi qu'à son épouse Claude de Montléon, dame de Touffou. La famille de Chasteigner possédera le château jusqu'en 1821.

- En 1794 les scellés sont mis sur Touffou mais le domaine est remis à l'héritier en 1803 qui le vend en 1821 au colonel de cavalerie Alexandre Marie de Gréaulme (1803-1833).

- Trois propriétaires se succèdent jusqu'en 1897 où il est acheté par la famille de Vergie qui l'occupe jusqu'en 1966 et perpétue la tradition de chasse à courre. Enguerrand de Vergie y fait réaliser d'importants travaux de restauration et d'aménagements.

- Le château est classé monument historique en 1923[1]. Les jardins et l'avenue sud sont inscrits comme Monument Historique depuis 1992 tandis que les vestiges des tours sont classés depuis 1994.

- Pendant la Seconde Guerre mondiale, Bonnes qui accueille déjà des réfugiés mosellans depuis septembre 1939, doit en plus loger 200 soldats allemands : ils sont installés au château de Touffou[2].

- Le château de Touffou a été racheté en 1966 par le publicitaire britannique David Ogilvy où il décéda en 1999[3].

## Architecture
Le château comporte des éléments romans, gothiques et de la Renaissance. L'enceinte, les terrasses intérieure et extérieure et le bâtiment de l'Aumônerie  sont classées par arrêtés successifs.
Le donjon se dresse au centre de l'édifice. Il est rectangulaire : 27 m de long, 13 m de large et 18 m de haut. Il est flanqué de tourelles aux angles et il est couronné de mâchicoulis sur les faces nord et est. Il a cinq étages, chacun abritant une salle unique. Celle du deuxième conserve une polychromie héraldique du XIIIe siècle.

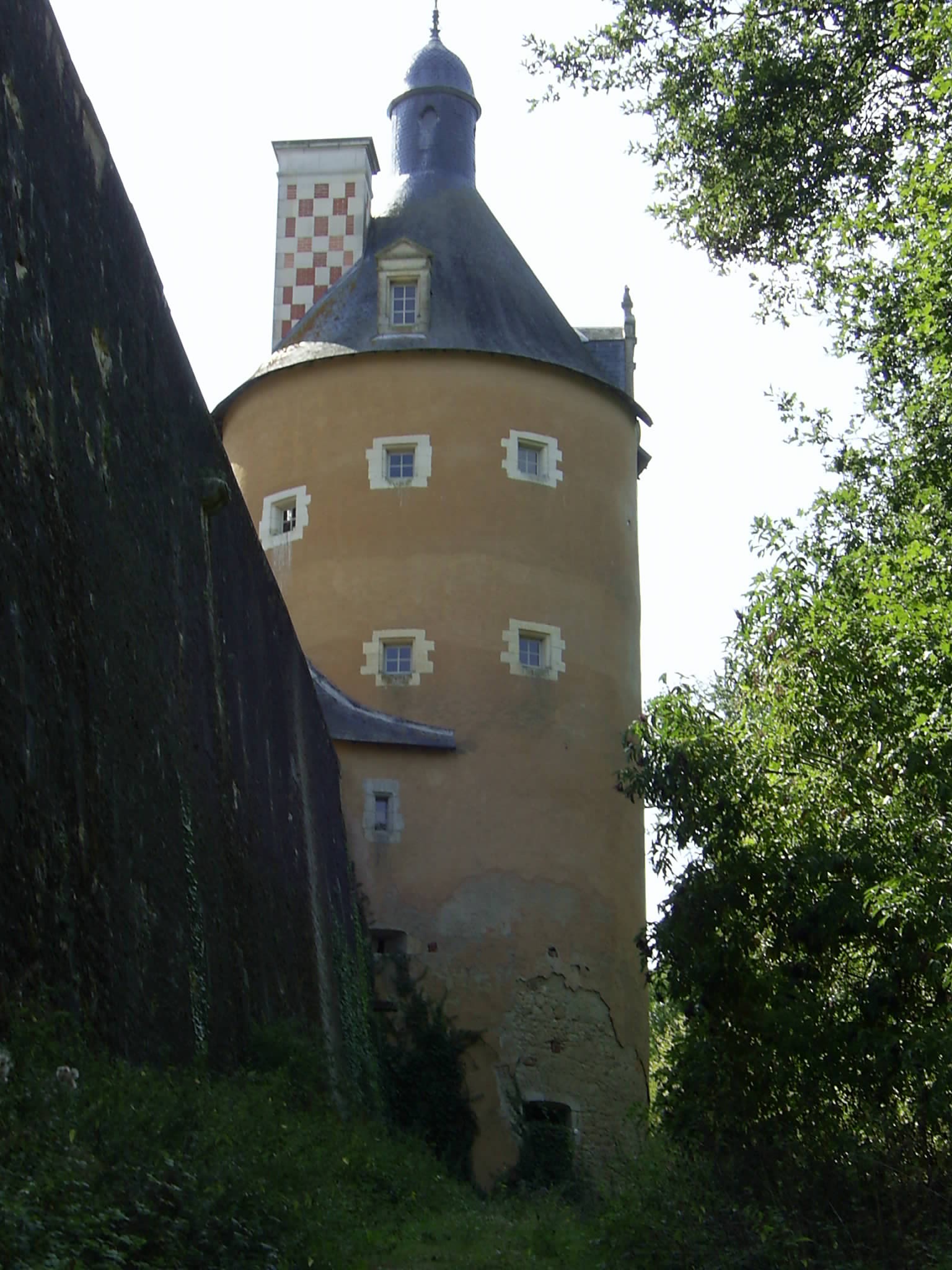
Tour Saint-Jean
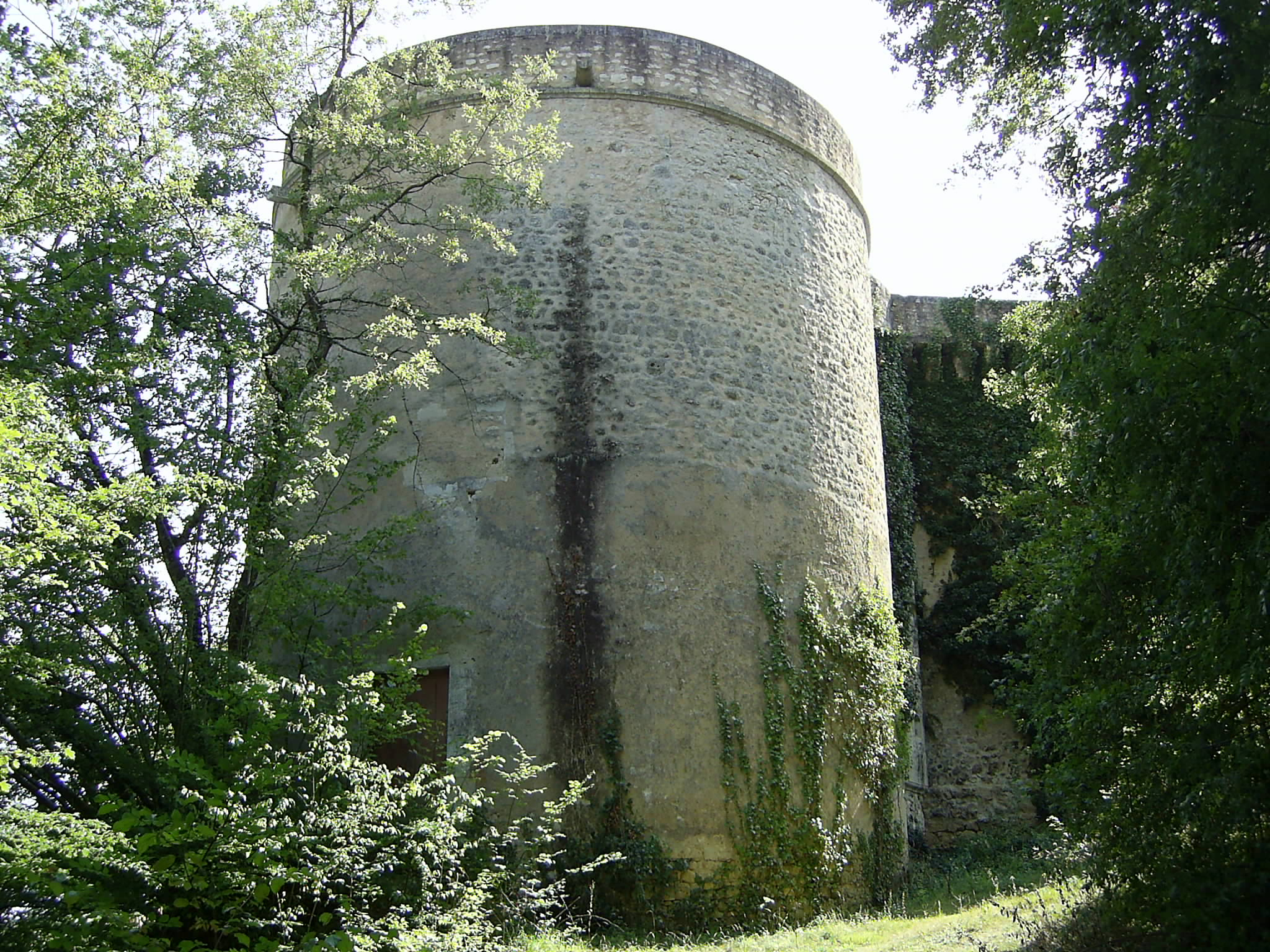
Tour de la chapelle

## Parc et jardins
Les jardins sont attestés depuis la Révolution. Les terrasses du jardin sont classées par arrêté du 19 mai 1994.
Les jardins, contemporains, ont été réalisés progressivement depuis 1966.
Le parc comprend trois jardins distincts :
- Un jardin de style anglais comprenant quatre espaces clos d'ifs. Chacun dévoilant sa propre personnalité, le plus remarquable est celui de la roseraie. Au centre, une magnifique allée plantée en "Mix Border" donne une perspective époustouflante sur le château.
- En contrebas, il est possible d'admirer une succession de 11 carrés d'artichauts géants bordés de buis. Ce jardin dit "Jardin de l'Aumônerie" est une ode à toutes les tonalités de verts qui ornent nos jardins.
- Enfin, le jardin en terrasse, surplombant la Vienne est de style italien. Dénommé "Jardin de la Terrasse  des Tournois", c'est une œuvre de l'architecte paysagiste Paolo Perjoné qui a su parfaitement transcrire l'ambiance et la codification des jardins italiens de la Renaissance.

Le parc est labellisé "Jardin remarquable" depuis 2004.